# Dias de rogação
Nomeiam-se dias de rogação ou, simplesmente, rogações, dias em que o cristianismo ocidental considera especialmente propícios para o jejum e a oração em favor da abundância das colheitas. As chamadas rogações maiores celebram-se em 25 de abril, dia dedicado ao evangelista São Marcos, enquanto que as menores dão-se nos três dias que precedem a Solenidade da Ascensão do Senhor, considerando sua data original, na quinta-feira da 6ª semana do Tempo Pascal. Os dias de rogação são observados com procissões e a recitação pública da Ladainha de Todos os Santos.
As rogações maiores datam dos primórdios do cristianismo, sendo resultado da cristianização da Robigalia romana, em que um cão era sacrificado como propiciação de boas colheitas e contra as pragas agrícolas. As menores são uma adição posterior, tendo sido tornadas mandatórias a partir do Concílio de Orleães. Em ambos estes dias, era costumeiro que os padres abençoassem os campos e rogassem a Deus que os livrassem das calamidades.
Após o Concílio Vaticano II, o estabelecimento dos dias de rogação foram legados às conferências episcopais de cada país. Seu uso, a partir de então, começou a declinar, embora haja, em tempos modernos, um discreto reavivamento em sua celebração. São João Paulo II, em seu pontificado, tornou os dias de rogação opcionais, podendo ser celebrados por qualquer padre independente da anuência de seu bispo. 
Além da Igreja Católica, os dias de rogação são também celebrados por certas congregações da Igreja Episcopal e Igreja Luterana.